# James E. Fitzsimmons
James Edward "Sunny Jim" Fitzsimmons, född 23 juni 1874 i Sheepshead Bay i New York i USA, död 11 mars 1966 i Miami i Florida i USA, var en amerikansk galopptränare.

## Karriär
Fitzsimmons började sin karriär inom hästsporten 1885, då han började arbeta som hästskötare. Efter nästan tio misslyckade år som jockey, blev han för tung, och började istället att träna hästar. Han kom att ha en av de mest framgångsrika karriärerna i galoppsportens historia, som pågick under 70 år mellan 1894 och 1963, och resulterade i 2 275 segrar.
Under sin tränarkarriär var han känd både som "Sunny Jim" och "Mr. Fitz". Han tränade tre segrare av Kentucky Derby, fyra segrare av Preakness Stakes, och sex segrare av Belmont Stakes. Han tog även den prestigefyllda titeln Triple Crown två gånger (med Gallant Fox 1930 och Omaha 1935).
1923 tog Fitzsimmons över träningen hos Belair Stud. Då ägaren William Woodward, Jr. avled 1955, fortsatte Fitzsimmons som tränare för Wheatley Stable, där han bland annat tränade Bold Ruler, som kom att bli pappa till Secretariat.
För sina framgångar inom galoppsporten valdes Fitzsimmons in i National Museum of Racing and Hall of Fame 1958.
Fitzsimmons avled den 11 mars 1966 i Miami.